# 劉寅 (成化進士)
劉寅（1439年—？年），字叔亮，四川成都府內江縣人，明朝政治人物。

## 生平
成化二年（1466年）丙戌科進士。歷官山東僉事，升副使。調陝西。

## 家族
曾祖劉仁義，祖劉憲，父劉志熙，母黃氏。